# چهارمین دوره بازی‌های اسلامی بانوان
چهارمین دوره بازی‌های اسلامی بانوان در سال ۲۰۰۵ در ایران، تهران و رشت برگزار شد.
چهارمین دوره این بازی ها در شهریور ۱۳۸۴ در دو تهران و رشت ایران برگزار شد. در این بازی ها ۴۵ کشور، ۲۰۰ تیم و ۱۳۱۶ ورزشکار با هم به رقابت پرداختند که شامل پانزده رشته ورزشی جداگانه بود. این مسابقه توسط ۵۱۶ داور از دوازده کشور و ۱۵ ناظر بین المللی نظارت می شد. در رویداد سال ۲۰۰۵ میلادی بسیاری از کشورها برای اولین بار به رقابت پرداختند، از جمله ایالات متحده وبریتانیا و کره جنوبی و بسیاری از کشورهای آسیای شرقی ، اروپایی و آفریقایی . ایران با مجموع ۱۰۲ مدال قهرمان این مسابقات شد.

## جدول رده‌بندی چهارمین دوره بازی‌های اسلامی بانوان
| رتبه  | کشورها           | طلا | نقره | برنز | مجموع |
| ۱     | ایران            | ۳۱  | ۳۹   | ۳۲   | ۱۰۲   |
| ۲     | سنگال            | ۹   | ۵    | ۸    | ۲۲    |
| ۳     | قزاقستان         | ۶   | ۶    | ۵    | ۱۷    |
| ۴     | مالزی            | ۵   | ۷    | ۷    | ۱۹    |
| ۵     | اندونزی          | ۵   | ۷    | ۶    | ۱۸    |
| ۶     | پاکستان          | ۵   | ۶    | ۸    | ۱۹    |
| ۷     | ارمنستان         | ۴   | ۲    | ۲    | ۸     |
| ۸     | کره جنوبی        | ۴   | ۲    | ۱    | ۷     |
| ۹     | بوسنی و هرزگوین  | ۳   | ۲    | ۴    | ۹     |
| ۱۰    | روسیه            | ۳   | ۱    | ۰    | ۴     |
| ۱۱    | جمهوری آذربایجان | ۳   | ۰    | ۳    | ۶     |
| ۱۲    | سوریه            | ۲   | ۴    | ۱۴   | ۲۰    |
| ۱۳    | اردن             | ۲   | ۲    | ۳    | ۷     |
| ۱۴    | سودان            | ۲   | ۲    | ۰    | ۴     |
| ۱۵    | تاجیکستان        | ۲   | ۱    | ۵    | ۸     |
| ۱۶    | لبنان            | ۱   | ۲    | ۱    | ۴     |
| ۱۷    | عراق             | ۱   | ۱    | ۴    | ۶     |
| ۱۸    | برونئی           | ۱   | ۱    | ۲    | ۴     |
| ۱۹    | گرجستان          | ۱   | ۰    | ۲    | ۳     |
| ۲۰    | قطر              | ۰   | ۰    | ۲    | ۲     |
| ۲۰    | کویت             | ۰   | ۰    | ۲    | ۲     |
| ۲۲    | افغانستان        | ۰   | ۰    | ۱    | ۱     |
| ۲۲    | بریتانیا         | ۰   | ۰    | ۱    | ۱     |
| مجموع | کل               | ۹۰  | ۹۰   | ۱۱۳  | ۲۹۳   |

توضیحات:
رشته‌های ورزشی:۱۸رشته ۱.بدمینتون ۲.شنا ۳.والیبال ۴. تیراندازی ۵. هندبال ۶.جودو ۷. دو ومیدانی ۸.تکواندو ۹.بسکتبال ۱۰.ژیمناستیک ۱۱. اسکواش ۱۲.گلف ۱۳.پینگ پنگ ۱۴.کاراته ۱۵.تنیس ۱۶.فوتسال
- ورزشکاران:۱۳۱۶
- تیم‌ها:۲۰۰
- داوران:۵۱۶
- ناظران:۱۵

کشورهای شرکت کننده: ۴۱کشور ۱.جمهوری آذربایجان ۲.ایران ۳.پاکستان ۴.عمان ۵.قزاقستان ۶.اردن ۷.بحرین ۸.تاجیکستان ۹.لبنان ۱۰.کویت ۱۱.افغانستان ۱۲.بنگلادش ۱۳.ترکمنستان ۱۴.قرقیزستان ۱۵.اندونزی ۱۶.بوسنی و هرزگوین ۱۷.سودان ۱۸.امارات ۱۹.ژاپن ۲۰.آلمان ۲۱.ایالات متحدهٔ آمریکا ۲۲.سری لانکا ۲۳.قبرس ۲۴.لیبی ۲۵.اتیوپی ۲۶.سنگاپور ۲۷.مالدیو ۲۸.انگلیس یا (بریتانیا) ۲۹.سنگال ۳۰.مالزی ۳۱.ارمنستان ۳۲.تایلند ۳۳.سودان ۳۴.قطر ۳۵.کره جنوبی ۳۶.اسلوواکی ۳۷.سوریه ۳۸.گرجستان ۳۹.برونئی ۴۰.روسیه ۴۱.عراق

## سازمان ملل متحد:چهارمین دوره بازیهای اسلامی زنان رویدادی منحصر به فرد بود
پیرو بیانیه مجمع عمومی سازمان ملل متحد مبنی بر نامیدن سال ۲۰۰۵به سال جهانی ورزش و تربیت بدنی گزارش اجمالی از مهترین برنامه‌های ورزشی در سراسر جهان در کتابی تحت عنوان گزارش سال جهانی ورزش و تربیت بدنی ـ ۲۰۰۵ توسط سازمان ملل متحد به چاپ رسید.
این کتاب به همراه نامه‌ای از سوی مشاور دبیرکل کل محترم سازمان ملل متحد برای فدراسیون اسلامی ورزش زنان ارسال گردیده؛ که در آن آقای آدولف اوگی ضمن ترغیب و تشویق این فدراسیون به ادامه حرکتهای عظیم ورزشی اظهار امیدواری خود را از تداوم همکاریهای فی‌مابین ابراز نموده‌است.
در این کتاب ضمن معرفی کامل فدراسیون اسلامی ورزش زنان، تاریخ تأسیس، اهداف، تشکیلات و اعضاء آن، به برگزاری چهارمین دورهٔ بازی‌های اسلامی زنان در تهران ـ مهرماه ۱۳۸۴ برپایی کلینک‌های داوری بین‌المللی قبل از بازی‌ها و صعود حرفه‌ای به قلهٔ شاه داغ جمهوری آذربایجان توسط فدراسیون اسلامی ورزش زنان در فهرست مهترین رویدادهای ورزشی این سال اشاره شده‌است علاوه برآن برپایی پنجمین کنگره علمی ـ ورزشی و دهمین مجمع عمومی فدراسیون نیز در ردیف اهم فعالیت‌های علمی ـ اجرایی این سال قرار گرفته‌است.
در توضیح چهارمین دورهٔ بازی‌های اسلامی زنان ضمن اشاره به منحصر به فرد بودن این رویداد ورزشی، به افتتاح آن با پیام ریاست کمیته بین‌المللی المپیک آقای ژاک روگ و دبیرکل سازمان کنفرانس اسلامی، آقای احسان اوغلو و همچنین حضور بانوان غیر مسلمان از نقاط مختلف جهان در کنار زنان مسلمان با حفظ قوانین و ارزشهای اسلامی برای اولین بار را جزء ویژگیهای شاخص این بازیها مطرح و به آمار چشمگیر ورزشکاران (۱۵۸۷ نفر) اشاره نموده‌است.
علاوه بر آن همکاریهای گسترده فدراسیون‌های جهانی و سایر سازمانهای ورزشی در برپایی این حرکت ورزشی موضوع دیگری است که در این کتاب مطرح شده‌است.
در بخشی از این گزارش ضمن اشاره به عناوین تحقیقاتی انجام شده در کنار چهارمین دورهٔ بازی‌های اسلامی زنان به برگزاری پنجمین کنگره علمی ـ ورزشی فدراسیون اسلامی ورزش زنان به عنوان «به سوی آینده» که همزمان با بازیها در این سال برگزار گردید، پرداخته‌است.
در بخش دیگری از این گزارش به برگزاری صعود حرفه‌ای به قلهٔ شاه داغ کشور آذربایجان که توسط فدراسیون اسلامی ورزش زنان با حضور ورزشکاران زن ۶ کشور در این سال انجام گرفته‌است نیز اشاره شده‌است.
لازم به توضیح است چهارمین دورهٔ بازی‌های اسلامی زنان که مهرماه ۱۳۸۴ در تهران برگزار گردید، در تقویم سال ۲۰۰۵ سازمان ملل متحد درج گردیده بود.

## افتتاح بازی‌های اسلامی زنان با پیام ژاک روگ
افتتاح بازی‌های اسلامی زنان با پیام ژاک روگ چهارمین دوره بازی‌های اسلامی زنان با پیام ژاک روگ، رئیس کمیته بین‌المللی المپیک افتتاح خواهد شد. در پیام ژاک روگ ضمن شادباش به هیئت برگزاری و کلیه شرکت کنندگان در چهارمین دوره بازی‌های اسلامی زنان از طرف نهضت المپیک ذکر شده‌است: «باید به فدراسیون اسلامی ورزش بانوان تبریک بگویم که توانسته‌است با برگزاری این گونه بازی‌ها مشارکت زنان کشورهای مختلف را در عرصه‌های ورزشی ارتقاء بخشد». همچنین در بخش دیگری از پیام رئیس کمیته بین‌المللی المپیک با اشاره به فرصت‌سازی این مسابقات برای کلیه زنان ورزشکار آمده‌است: «در طول یک هفته بازی‌ها، زنان و دختران ورزشکار این فرصت را دارند که علاوه بر کسب تجربه‌های لذت‌بخش در رقابت‌ها و ارائه بهترین عملکردشان در ۱۸ رشته ورزشی مطابق با برنامه، احساس کنند که بخشی از جنبش جهانی ارتقای زنان در عرصه ورزش هستند.» ژاک روگ در پیام خود حضور گسترده بانوان ورزشکار را بخشی از سیاست‌های این کمیته اعلام و اشاره کرده‌است: «همه این اهداف بخشی از سیاست‌های کمیته بین‌المللی المپیک است که به واسطه آنها بتوان شرکت زنان را در فعالیت‌های ورزشی و بازی‌های المپیک گسترش داد.» گفتنی است، مراسم افتتاح چهارمین دوره بازی‌های اسلامی زنان اول تا هفتم مهر ماه سال جاری باحضور ورزشکاران زن از کشورهای مختلف جهان در تهران برگزار خواهد شد.